# 알라이두더지들쥐
알라이두더지들쥐(Ellobius alaicus)는 비단털쥐과에 속하는 설치류의 일종이다. 카자흐스탄에서만 발견되며, 알라이 산맥의 온대 초원에서 서식한다.